# Lapis Niger

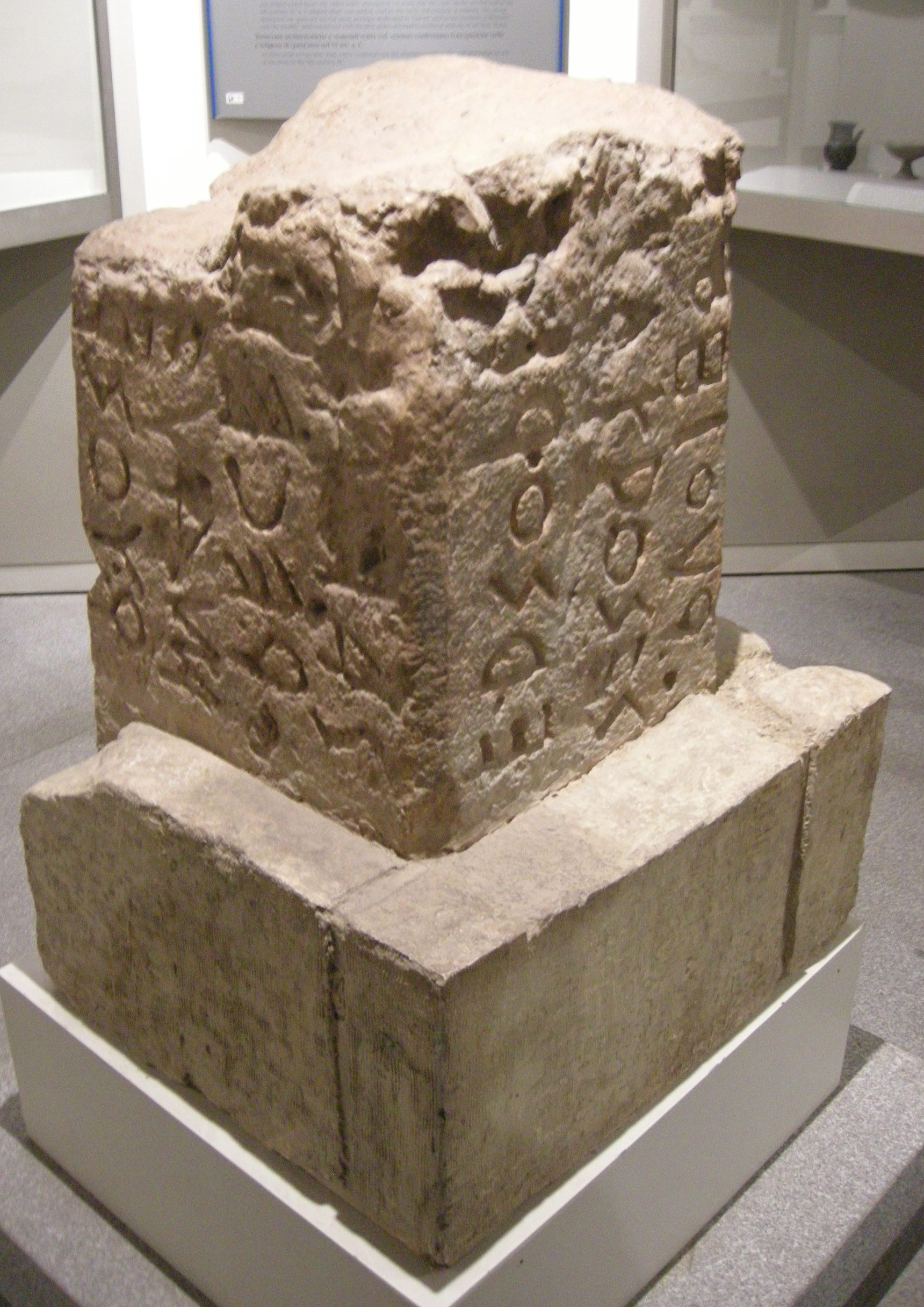
Der unter dem Lapis Niger gefundene Inschriftenstein

Der Lapis Niger (lateinisch „Schwarzer Stein“) ist eine quadratische Fläche aus schwarzen Marmorplatten auf dem Forum Romanum in Rom, unter der eine beschriftete, oben abgebrochene Stele gefunden wurde. Diese wird als Forum-Cippus und teilweise auch fälschlich als Lapis Niger bezeichnet. Die in altertümlichem Latein verfasste Inschrift auf diesem Stein besteht aus Resten eines Kultgesetzes (lex sacra) und bezieht sich entweder auf einen König (rex) oder einen Opferkönig (rex sacrorum), einen in der frühen römischen Republik für religiöse Zeremonien zuständigen Beamten. Die Angaben zur zeitlichen Einordnung schwanken stark, allerdings legen neue Forschungen eine Datierung in das 7. oder 6. Jahrhundert v. Chr., also wohl noch in die römische Königszeit, nahe.

## Archäologischer Befund

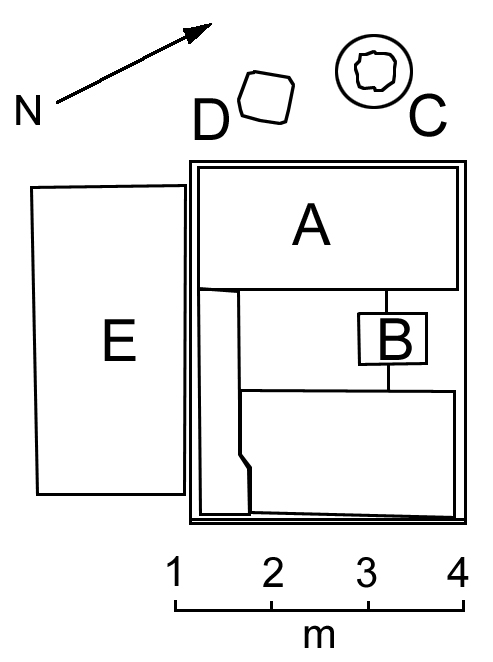
Lageplan des Lapis Niger. A: U-förmiger Altar, B: kleiner Stein auf dem Altar, C: Rest einer runden Säule, D: Stein mit Inschrift, E: Fläche vor dem Altar

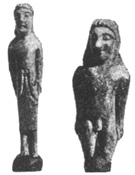
Unter dem Lapis Niger gefundene Statuetten

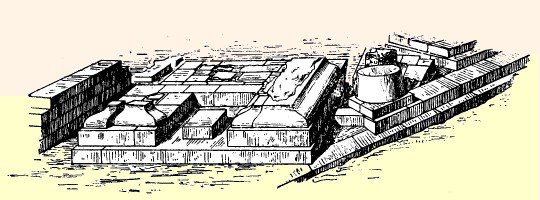
Zeichnung der Befunde unter dem Lapis Niger auf dem Forum; der Inschriftenstein befindet sich hinter dem runden Säulenrest im rechten Teil der Zeichnung

Der Lapis Niger wurde im Mai 1899 durch den Archäologen Giacomo Boni bei Ausgrabungsarbeiten auf dem Forum Romanum entdeckt. Er befindet sich zwischen dem Septimius-Severus-Bogen und der Curia Iulia, nahe den republikanischen Rostra des Forums. Der heute noch sichtbare Teil der Anlage ist eine 3,5 × 4 m große Fläche aus schwarzen, 25 bis 30 cm dicken Marmorplatten, von der sich der Name Lapis Niger herleitet. Ihre Datierung wird sehr unterschiedlich angegeben; die Vorschläge reichen vom 1. Jahrhundert v. Chr. bis in das 4. Jahrhundert n. Chr.
Etwa 1,4 m unter diesen Steinplatten fand man einen frührömischen Baukomplex: Dieser bestand aus Resten eines Altars, die ursprünglich anscheinend zu dem Volcanal, einem Heiligtum des Feuergottes Vulcanus, gehörten, und aus einem viereckigen Inschriftenstein (Cippus). An archäologischen Funden kamen verschiedene Votivgaben, Kleinplastiken, Keramikstücke sowie zahlreiche Knochen von Rindern, Schafen und Schweinen zutage.
Der Vulcanus-Altar und der Cippus sind vermutlich die einzigen Überreste des alten Comitiums der Stadt Rom, einer frühen Versammlungsstätte, die ein Vorgänger des Forums war und ihrerseits aus einer archaischen Kultstätte des 8. oder 7. Jahrhunderts v. Chr. hervorgegangen war. Diese kultische Stätte befand sich bereits im frühesten Rom im Zentrum des öffentlichen Lebens. Dass man sie viele Jahrhunderte später beim Ausbau des Forums nicht zerstörte, sondern sorgfältig mit auffälligen Steinplatten abdeckte, zeigt, dass man ihr auch zu diesem Zeitpunkt noch eine besondere Bedeutung beimaß. Vermutlich wusste man noch um das besondere Alter der darunter liegenden Kultstätte und verstand sie daher als Relikt der eigenen Frühzeit. Gleichzeitig war aber wohl schon damals nicht klar, welche Funktion die Befunde beim Lapis Niger ursprünglich gehabt hatten, da man sie mit unterschiedlichen mythologischen Persönlichkeiten in Verbindung zu bringen versuchte (siehe das Kapitel Erwähnung in antiken Schriftquellen).

## Erwähnung in antiken Schriftquellen
Mehrere antike Schriftquellen erwähnen ein Monument am Comitium beziehungsweise dem Forum Romanum und verknüpfen es mit verschiedenen Persönlichkeiten der mythischen römischen Frühgeschichte. Einige der Texte nennen dabei einen Lapis Niger, andere geben lediglich die ungefähre Position an. So soll sich dem Dichter Horaz zufolge das Grab des mythischen Stadtgründers und ersten römischen Königs Romulus am Forum befunden haben. Zwei antike Kommentare (Scholien) zum Werk des Schriftstellers geben präzisere Angaben dazu: Das Horaz-Scholion des Pomponius Porphyrio verortet das Romulus-Grab hinter den Rostra („post rostra“), das entsprechende Werk des „Pseudo-Acron“ nahe den Rostra („in Rostris“). Beide berufen sich auf das Werk des Gelehrten Marcus Terentius Varro als Quelle, die entsprechende Stelle daraus ist aber nicht direkt erhalten. Pseudo-Acron erwähnt darüber hinaus zwei Löwen, die die Grabstätte flankiert haben sollen, und erklärt, durch die in der Nähe liegende Grabstätte des Stadtgründers sei der Brauch entstanden, vor den Rostra die öffentlichen Leichenreden auf verstorbene Römer zu halten.
Der Lexikograph Sextus Pompeius Festus gibt in seiner Abhandlung De verborum significatu („Zur Bedeutung der Wörter“) genauere Erläuterungen zu dem „Niger lapis“:

“Niger lapis in comitio locum funestum significat, ut ali, Romuli morti destinatum, sed non usu obv[enisse, ut ibi sepeliretur, sed Fau]stulum nutri[cium eius, ut ali dicunt Hos]tilium avum Tu[lli Hostilii, Romanorum regis]”

„Der schwarze Stein auf dem Comitium kennzeichnet einen Begräbnisort, der, wie die einen sagen, für den Leichnam des Romulus bestimmt war, daß es aber nicht ge[schehen sei, daß er dort begraben wurde, sondern sein] Zieh[vater Fau]stulus, [aber, wie die anderen sagen, Hos]tilius, der Großvater des Tu[llus Hostilius, des Königs der Römer].“

Festus zitiert also die beiden zu seiner Zeit kursierenden Vermutungen, dass unter dem Lapis Niger entweder Faustulus, der Ziehvater des Romulus und seines Bruders Remus, oder aber Hostus Hostilius, der Großvater des dritten mythischen römischen Königs Tullus Hostilius, bestattet sei. Auch der antike Geschichtsschreiber Dionysios von Halikarnassos verortete an zwei unterschiedlichen Stellen seines Werkes sowohl eine als Bestattung des Faustulus angesehene Löwenstatue als auch das mit einer Inschrift versehene Grab des Hostus Hostilius auf dem Forum Romanum, ersteres „nahe der Rostra“, zweiteres an einer nicht weiter präzisierten Stelle im Hauptteil des Forums. In einer dritten Passage nennt Dionysios einen inschriftlichen Tatenbericht des Romulus, der sich nahe einem Opferplatz für Vulcanus befinde und in griechischen Buchstaben abgefasst sei. Es wurde vermutet, dass es sich dabei um den Cippus beim Lapis Niger handele und der Geschichtsschreiber das darauf verwendete archaische Alphabet als griechische Buchstaben gedeutet habe.
Die archäologischen Untersuchungen haben jedoch ergeben, dass die Baureste beim Lapis Niger nicht zu einem Grabmal oder einem politischen Monument (wie man es sich etwa als Aufstellungsort für einen Tatenbericht vorstellen würde), sondern zu einem Altar gehörten. Vermutlich handelt es sich daher bei den Angaben in den antiken Schriftquellen um Ätiologien, also um mythische Erzählungen, die die Römer der späteren Zeit entwickelten, um ein altehrwürdiges Bauwerk im Stadtzentrum und eine ihnen unverständliche Inschrift darauf irgendwie erklären zu können. Gleichzeitig scheinen dies alles jedoch verschiedene uneinheitliche Spekulationen eher diffusen Charakters gewesen zu sein, da man eine traditionell und allgemein als Romulus-Grab gedeutete Anlage wohl kaum einfach zugepflastert hätte.
Eine andere potenzielle Verbindung zur mythischen Frühgeschichte Roms wird durch den Bericht in der Romulus-Biographie des Plutarch hergestellt, der behauptet, Romulus sei im Heiligtum des Vulcanus („ἐν τῷ ἱερῷ τοῦ Ἡφαίστου“) ermordet worden. Dabei muss es sich jedoch nicht um das Volcanal auf dem Forum Romanum handeln, vielmehr deutet einiges darauf hin, dass dort ein von Romulus gegründetes Vulcanus-Heiligtum außerhalb der Stadt gemeint ist.

## Der „Forum-Cippus“

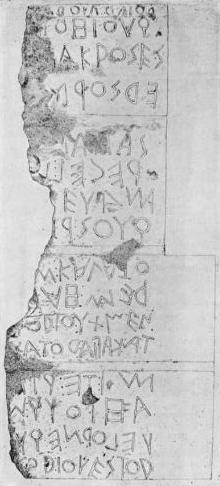
Lapis Niger: Abzeichnung der vier Seiten des Cippus

### Beschreibung des Steins

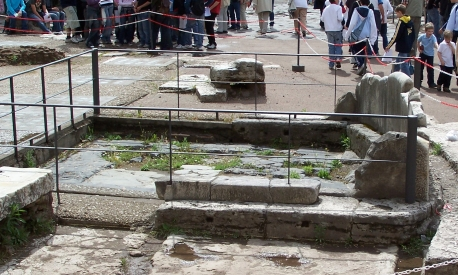
Der Lapis Niger auf dem Forum Romanum.

Die Stele besteht aus dunklem Tuffstein aus der Gegend von Veji; sie hat eine Grundfläche von 47 cm × 52 cm und eine Höhe von zwischen 45 cm und 61 cm. Es dürfte sich ursprünglich um eine rechteckige Säule gehandelt haben, deren oberer Teil abgeschlagen wurde – vermutlich als die darüber aufgefundenen Steinplatten verlegt wurden. Die Schrift verläuft „bustrophedon“ (wörtlich: „wie der Ochse beim Pflügen geht“), das heißt, dass die Schreibrichtung zwischen den Zeilen jeweils abwechselt. Der Cippus unter dem Lapis Niger weist die Besonderheit auf, dass die Schreibrichtung hier nicht zwischen linksläufig und rechtsläufig wechselt, sondern der Text senkrecht von unten nach oben bzw. von oben nach unten geschrieben ist. Eine Ausnahme sind die elfte und zwölfte Zeile der Inschrift, die beide in dieselbe Richtung verlaufen. Diese für das Lesen des Textes eher unpraktische Gestaltung könnte religiös-kultische Gründe gehabt haben.
Beschrieben sind alle vier Seiten des Steines, sie werden als Seiten A bis D bezeichnet. Als der Schreiber – wohl erst im Zuge der Einmeißelung – feststellte, dass der Platz für den unterzubringenden Text nicht ausreichen würde, schrägte er die Ecke zwischen der Seite D und der Seite A ab und brachte die letzte Zeile in kleinerer Schrift auf dieser Kante an. Die Buchstabenhöhe schwankt daher stark und beträgt zwischen 12,4 und 3,5 cm. Wie viel von der Inschrift durch das Abschlagen des oberen Teils verloren gegangen ist, lässt sich nicht erschließen.

### Datierung
Um die Datierung der Inschrift ist eine umfangreiche Forschungsdiskussion entstanden, bei der verschiedene historische, sprachliche und paläographische sowie archäologische Argumente ins Feld geführt werden. Ein früher Ansatz datiert den Stein in die Römische Königszeit, die bis zum Ende des 6. Jahrhunderts v. Chr. reichte. Trifft diese Vermutung zu, stellt der Text darauf eine der ältesten erhaltenen Inschriften in lateinischer Sprache dar. Andere Wissenschaftler widersprechen dieser These und vertreten Datierungen in deutlich spätere Epochen bis in die Zeit nach dem Galliersturm Anfang des 4. Jahrhunderts v. Chr. Gelegentliche vermeintlich sehr präzise Zeitangaben zur Entstehung des Steines – etwa Eingrenzungen auf wenige Jahrzehnte – resultieren aus der verlockenden Kombination mehrerer unsicherer Indizien, die sich gegenseitig zu bestätigen scheinen, und sind daher reine Spekulation.
Die historischen Überlegungen beruhen zum einen auf den Vokabeln „recei“ (was als deklinierte Form des lateinischen „rex“, „König“ gedeutet wird) und „kalatorem“ (von „kalator“, lateinisch für „Diener, Ausrufer“). Geht man davon aus, dass mit „rex“ der Stadtkönig der römischen Frühzeit und mit „kalator“ einer von dessen Beamten gemeint ist, ist die Inschrift in die Königszeit, also spätestens das späte 6. Jahrhundert v. Chr., zu datieren. Genauso gut kann man „rex“ aber auch auf den rex sacrorum, eines der höchsten Priesterämter der frühen römischen Republik, beziehen, und den „kalator“ als einen seiner Helfer verstehen. Für die Datierung würde dies das genaue Gegenteil, also eine Verortung in die republikanische Epoche und damit frühestens das späte 6. Jahrhundert v. Chr. bedeuten. Eine zweite Kategorie historischer Argumente für die zeitliche Fixierung des „Forum-Cippus“ beruht auf der Gleichsetzung der unter dem Inschriftenstein gefundenen Bauten mit Monumenten, die in antiken Schriftquellen erwähnt werden (siehe Kapitel Erwähnung in antiken Schriftquellen). Da diese Berichte aber untereinander bereits nicht einheitlich sind und der Ausgrabungsbefund – ein Rest eines archaischen Heiligtums wohl des Gottes Vulcanus – keinen von ihnen bestätigt, ist es nicht möglich, sie für eine verlässliche Datierung heranzuziehen.
An archäologischen Anhaltspunkten zur Datierung des Inschriftensteines werden zum einen die verschiedenen Begleitfunde verwendet, die bei den Ausgrabungen ans Tageslicht kamen. Von ihnen lassen sich verschiedene Scherben korinthischer Keramik besonders gut datieren, sie stammen aus dem 6. Jahrhundert v. Chr. Sie haben aber – ebenso wie die anderen Fundstücke aus dem Umfeld des Lapis Niger – das Problem, dass nicht mit Sicherheit gesagt werden kann, ob sie zum Nutzungszeitraum der Kultanlage, etwa als Votivgabe, in den Boden gelangten, oder erst später als Material zur Aufschüttung genutzt wurden beziehungsweise durch Anschwemmungen an ihren Fundort kamen. Zum anderen wird von archäologischer Seite vor allem mit dem stratigraphischen Kontext des Steines argumentiert. Dazu gehören dessen Höhenlage und Ausrichtung sowie die relative Position im Vergleich zu benachbarten, darüber- und darunterliegenden Befunden. Diese Anhaltspunkte kranken jedoch daran, dass auch die angrenzenden Bauten nicht sicher datiert werden können. Selbst, wenn sich eindeutig ergibt, dass eines von ihnen später oder früher als der Cippus entstand, bietet dies also auch im besten Fall nur einen relativchronologischen Anhaltspunkt.
Die Inschrift selbst gibt diverse sprachliche (Archaismen, Grammatik) und äußere (Schriftrichtung, Buchstabenformen, Zeichensetzung) Hinweise, die jedoch ebenfalls keine sichere Aussage zum Entstehungszeitraum, sondern allenfalls Anhaltspunkte bieten. Häufig hielten sich zum Beispiel alte Buchstabenformen auch noch längere Zeit nach der Entwicklung neuer Schreibweisen, im Vergleich zweier Inschriften muss also der Text mit den formgeschichtlich früheren Buchstaben nicht automatisch auch der tatsächlich ältere sein. Für eine spätere Datierung des Forum-Cippus wurde schließlich noch angeführt, dass das Tuffgestein, aus dem er besteht, den Römern erst Anfang des 4. Jahrhunderts bequemer zugänglich war, als sie die Herkunftsstadt Veji erobert hatten.
Alle diese Ansätze führen nicht zu einer eindeutigen Einordnung. Als einigermaßen sicheres Indiz für eine frühe Datierung gilt allerdings ein Wasserbecken, das bei erneuten Ausgrabungen im Jahr 1955 gefunden wurde und kurz vor dem Bau des Vulcanus-Altars zugeschüttet worden sein muss. Dem gefundenen Schüttgut zufolge geschah dies im 6. Jahrhundert v. Chr., was einen frühstmöglichen Zeitpunkt (Terminus post quem) für die Errichtung des Altars liefert. Eine Stelle, an der dessen Fundament an das Fundament der Inschriftensäule stößt, gibt wiederum einen relativ sicheren Hinweis darauf, dass letztere älter ist, also wohl im 6. Jahrhundert oder früher entstanden ist. Dieser Einschätzung entsprechen auch neuere systematische Vergleiche der Buchstabenformen mit denen anderer frühlateinischer Inschriften.

### Beschriftung

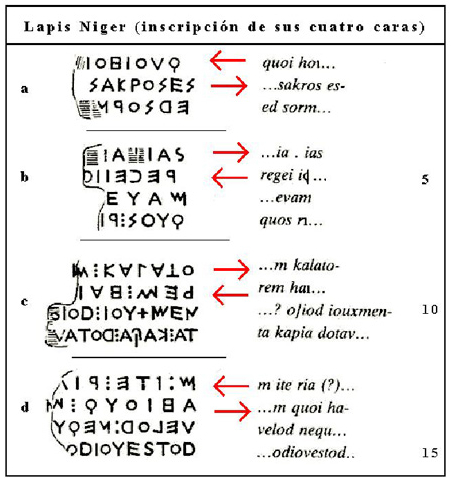
Lapis Niger: Wiedergabe der Inschrift des Cippus unter Nutzung der archaischen Buchstabenformen und Transkription des Textes

Die erhaltenen Teile der Aufschriften auf den Seiten A bis D sowie auf der Fläche zwischen A und D lauten (in Leserichtung, wiedergegeben nach dem Leidener Klammersystem):
Seite A: „Quoi hoṇ[––] / [––] ṣakros es/ed sord[––]“
Seite B: „[––]a ḥas / recei iọ [––] / [––]evam / quos rẹ[––]“
Seite C: „[––]ṃ kalato/rem haḅ[––] / [––]ṭod iouxmen/ta kapia duo tau[––]“
Seite D: „[––]ạm iter p̣ẹ[––] / [––]ṃ quoi ha/velod neq f̣[––] / [––]ịod iovestod“
Zwischen Seite A und D: „loiuquiod qo[“
Einige wenige Worte lassen sich mit ziemlicher Sicherheit erkennen. Dazu gehören „König“ (recei, siehe die klassische Form rex mit dem Dativ regi), „Herold“ oder „Ausrufer“ (kalatorem, siehe die klassische Form calator mit dem Akkusativ calatorem), „Zugtier“ (iouxmenta, siehe die klassische Form iumentum mit dem Plural iumenta) und eine Verfluchung oder Heiligung (sakros esed, das in klassischen Formeln sacer esto „soll geopfert sein“ lautet).

### Ergänzung und Interpretation
Die Ergänzungen der Inschrift sind nicht eindeutig. Einige ergeben sich nicht aus generellen sprachlichen Wahrscheinlichkeiten bei der Vervollständigung des Erhaltenen, sondern erst aus der vermuteten Deutung der Inschrift als sakrales Gesetz. Dies trifft zum Beispiel zu auf die Ergänzung der letzten beiden Buchstaben QO zu qomitium, einer archaischen Form der Bezeichnung comitium für die römischen Volksversammlungen. Robert E. A. Palmer hat 1969 eine umfangreiche Untersuchung zur Inschrift vorgelegt und ist dabei teils durch sprachgeschichtliche Überlegungen, aber auch durch Vergleiche mit anderen inschriftlich überlieferten Heiligtums-Gesetzen der republikanischen Epoche zu folgenden Ergänzungen gelangt:
Seite A: „quoi hon[ce louquom violasit] / [––] sakros es-/ed. sord[es nequis fundatod neve]“
Seite B: „[kadaver proikitod ---] a has / recei io[us esed bovid piaklom fhakere.] / [moltatod moltam pr]evam. / quos re[x moltasid, boves dantod.]“
Seite C: „[rex--- ]m kalato-/rem hab[etod.] / [iounki]tod iouxmen-/ta kapia duo tau[r---]“
Seite D: „am iter pe[r---] / [eu]m quoi ha-/velod neq f[hakiat] / [en---]iod iovestod“
Zwischen Seite A und D: „louquiod qo[miti---]“
Dies bringt ihn zu einer versuchsweisen englischen Übersetzung, der hier in einer deutschen Fassung wiedergegeben wird:

„Wer immer diesen [Hain verletzt], soll verflucht sein. [Lasst niemanden] Abfall [ablegen] oder einen Körper werfen (im Sinne von: ‚einen Leichnam bestatten‘)… Lasst es für den König rechtmäßig sein, [eine Kuh als Sühne zu opfern. Lasst ihn] eine [Strafe erheben] für jedes [Vergehen]. Wen der König [bestrafen wird, lasst ihn Kühe geben. Lasst den König einen …] Boten [haben. Lasst ihn ein] Gespann [einspannen] aus zwei Stück (Vieh), unfruchtbar… Entlang des Prozessionsweges… [Ihn,] der nicht ein junges Tier [opfern wird]… in einer… rechtmäßigen Volksversammlung in einem Hain.“

(Die eckigen Klammern markieren Begriffe, von denen sich im lateinischen Text kein Stück erhalten hat, die Palmer also rein aus historischen Erwägungen oder anhand von vergleichbaren Inschriften aus etwas späterer Zeit rekonstruiert hat. In runden Klammern finden sich sprachliche Ergänzungen, die Palmers englischen Übersetzungsentwurf im Deutschen verständlicher machen sollen; sie basieren auf seinen sonstigen Überlegungen und Erläuterungen zur Inschrift.)
Es handele sich also um ein Tempelgesetz, das Sühneopfer des Königs oder Priesterkönigs in einem heiligen Hain reglementiere. Palmer vermutet, dass sich der Herrscher beziehungsweise der Priester in einer Prozession dorthin habe begeben sollen. Der ebenfalls in dem Text erwähnte Bote beziehungsweise Herold sei ein Beamter, der dem (Priester-)König vorausgeschickt worden sei und dafür habe sorgen sollen, dass die Zeremonie nicht durch „unreine“ Dinge entlang des Prozessionsweges beeinträchtigt werde. Diese weitreichenden Ergänzungen der Inschrift durch Palmer beruhen allerdings teilweise auf inhaltlichen Interpretationen und lassen sich nicht in jedem Fall direkt aus der Inschrift selbst heraus erschließen. Daher schließen sich nicht alle Forscher Palmers Vervollständigungs- und Übersetzungsversuch an. Beispielsweise bemerkt Markus Hartmann in seiner 2005 veröffentlichten Untersuchung zu frühlateinischen Inschriften über den Forum-Cippus: „So verschließt sich die Inschrift – mit Ausnahme einzelner, weniger Wörter […] – einer sicheren Gesamtübersetzung.“